# Claudio Nicolás Bravo
Claudio Nicolás Bravo (Lomas de Zamora, 13 marzo 1997) è un calciatore argentino, difensore dell'Argentinos Juniors.

## Caratteristiche tecniche
È un terzino sinistro.

## Carriera
Cresciuto nelle giovanili del Banfield, ha esordito il 24 settembre 2017 in occasione del match vinto 4-0 contro il Rosario Central.

## Statistiche

### Presenze e reti nei club
Statistiche aggiornate al 13 marzo 2018.
| Stagione        | Squadra         | Campionato      | Campionato | Campionato | Coppe nazionali | Coppe nazionali | Coppe nazionali | Coppe continentali | Coppe continentali | Coppe continentali | Altre coppe | Altre coppe | Altre coppe | Totale | Totale | Totale |
| Stagione        | Squadra         | Comp            | Pres       | Reti       | Comp            | Pres            | Reti            | Comp               | Pres               | Reti               | Comp        | Pres        | Reti        | Pres   | Reti   |        |
| --------------- | --------------- | --------------- | ---------- | ---------- | --------------- | --------------- | --------------- | ------------------ | ------------------ | ------------------ | ----------- | ----------- | ----------- | ------ | ------ | ------ |
| 2017-2018       | Banfield        | PD              | 9          | 0          | CA              | 0               | 0               | CL                 | 0                  | 0                  |             | -           | -           | 9      | 0      |        |
| Totale carriera | Totale carriera | Totale carriera | 9          | 0          |                 | 0               | 0               |                    | 0                  | 0                  |             | -           | -           | 9      | 0      |        |